# Ominous Future
«Ominous Future» (с англ. — «Зловещее будущее») — пятый студийный альбом немецкой индастриал-группы Terminal Choice, вышедший в 2000 году.

## Об альбоме
Эта работа, по сути, первый коммерчески успешный релиз, диск был также издан в США и позже в России, по лицензии Out Of Line. По сравнению с предыдущими альбомами, «Ominous Future» приобрёл более тяжёлое звучание, хотя, вместе с тем, и более ритмичное, что характерно для стиля EBM. На этом альбоме у Terminal Choice впервые появляются дисторшированные электрогитары.

## Список композиций

### Стандартное издание
Номер в каталоге лейбла: OUT 055, EAN: 4001617375822 (Германия)
1. «The Saviour» («Спаситель») — 6:46
2. «No Chance (Anger Version)» («Никакого шанса») — 4:42
3. «Animal» («Животное») — 5:08
4. «Armageddon» («Армагеддон») — 4:49
5. «In Your Soul» («В твоей душе») — 5:51
6. «Human Hunter» («Охотник за людьми») — 6:04
7. «Universe Of Love» («Вселенная любви») — 4:47
8. «Time» («Время») — 5:37
9. «On The Battlefield» («На поле битвы») — 7:22
10. «My Way» («Мой путь») — 5:12
11. «New World» («Новый мир») — 4:13
12. «I Kissed Her» («Я поцеловал её») — 5:17
13. «Perverted Love» («Извращённая любовь») — 5:47

### Лимитированное издание
Картонный бокс, включающий также сингл Fading (номер в каталоге: OUT 047), выпущен тиражом в 1000 копий. EAN: 4001617375808 (Германия)
1. «Fading» («Исчезновение») — 4:42
2. «Flowers» («Цветы») — 5:07
3. «Totes Fleisch (Final Mix)» («Мёртвая плоть») — 5:29
4. «Fading (No Fear Of Death Mix)» («Исчезновение») — 4:17

## Синглы
В поддержку альбома были выпущены макси-синглы:
- «No Chance» (OUT 050), включающий четыре версии песни, а также новую песню «I Don’t Believe» (февраль 2000 года).
- «Animal» (OUT 054), включающий оригинальную версию песни, три ремикса, а также новую песню «Hate Me» (ноябрь 2000 года)

## Участники записи
Состав группы
- Chris Pohl — вокал, микширование, текст и музыка
- Gordon Mocznay — гитары, бэк-вокал («Animal», «Armageddon», «Time»)
- Louis Manke — гитары
- Jens Gärtner — семплировка, программирование

Звукорежиссёры:
- Chris Pohl
- Kolja Trelle

Оформление:
- Der Graphixer